# Koïlonychie

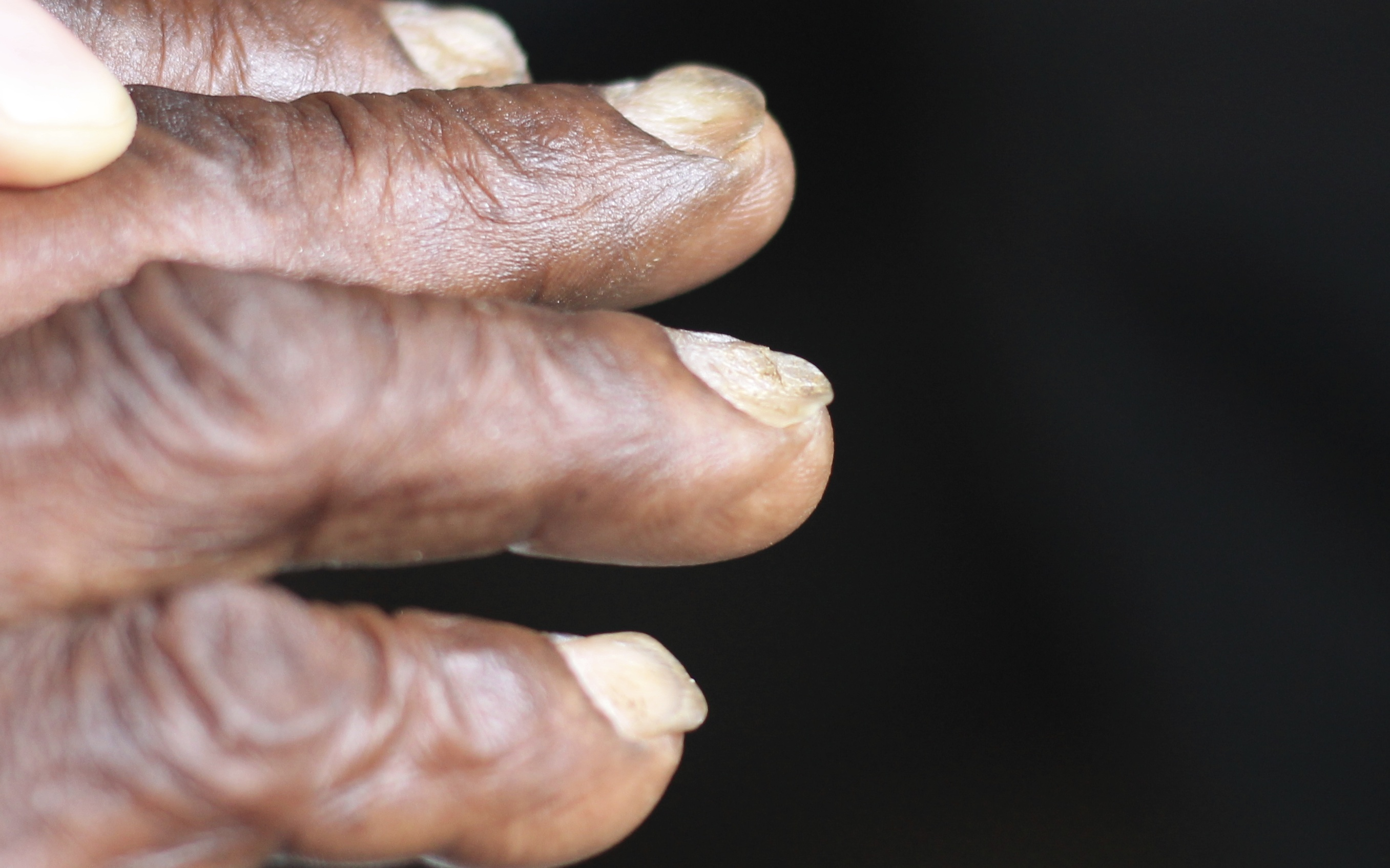
Koïlonychie liée à une anémie en fer.

La koïlonychie ou cœlonychie est une altération des ongles caractérisée par le relèvement de leurs bords latéraux, si bien que la partie médiane est déprimée et devient concave. Elle est évocatrice de carence en fer.
La koïlonychie pédiatrique est la plus fréquente des anomalies unguéales mineures chez l'enfant. Elle est généralement attribuée aux mouvements de pédalage effectués dans son lit par le nourrisson à plat ventre. Parmi les autres causes possibles figurent le port de chaussures fermées et/ou des contacts avec l’eau fréquents (bain quotidien). La koïlonychie pédiatrique disparaît généralement dans un délai variable de 6 mois à 2 ans après l’acquisition de la marche.
La présence d'une carence ferrique est souvent évoquée chez l'enfant mais les études à ce sujet sont peu nombreuses et assez anciennes.

## Sources
- Dictionnaire médical Delamare